# 僕等の心臓/カナリヤ
『僕等の心臓／カナリヤ』（ぼくらのしんぞう／カナリヤ）は、大久保海太通算3枚目のシングル。1999年11月20日発売。発売元はアンティノス・レコード。

## 解説
TBS系列テレビアニメ『未来少年コナンII タイガアドベンチャー』のエンディング・テーマの「僕等の心臓」と、同じくTBS系列の音楽番組『COUNT DOWN TV』オープニング・テーマの「カナリヤ」を収録した両A面シングル。
「僕等の心臓」は、テレビアニメ主題歌を集めたDVDコレクション『日本アニメTV主題歌大全集 Vol.3』に収録された。また、本楽曲はライヴにおいても重要な場面で歌われる機会が多い。2008年7月21日に実施された、自身の名前にちなむ恒例の「海の日ライヴ」10周年公演でも披露されている。
白を基調とした歌詞カードになっている。CD帯のコピーは「チガウ幸セ チガウ体 オナジ鼓動。」。
CDパッケージでの販売は終了しているが、音楽配信サービスでの購入が可能（2008年現在）。

## ミュージック・ビデオ
海岸の波打ち際で歌う姿をメインとしたミュージック・ビデオが製作され、のちにVideo Clip集『タンバリン』（2000.3.23）に収録された（「カナリヤ」も収録）。なお、「カナリヤ」は、自身がディスクジョッキーを勤めたラジオ番組「旅立ちジェット」のオープニング・ジングルに使用された。

## 収録曲
※編曲者の表記はなし。
作詞・作曲:大久保海太
1. 僕等の心臓（5:29）
2. カナリヤ（4:37）

## 関連作品
- 僕等の心臓
ギン
- カナリヤ
アルバム未収録